# 木下 (北九州市)
木下（きのした）は福岡県北九州市小倉南区の地名。郵便番号は803-0184。

## 概要
北九州市小倉南区の東谷地区の一地域。北は東谷地区新道寺、東は東谷地区井手浦、南は東谷地区市丸、西は中谷地区道原と接している。北部の住宅街は北に隣接する新道寺と一体化しており、北九州市の東谷市民センターおよび東谷中学校が置かれている。
北九州市南部にある北九州国定公園指定の平尾台へのアクセス道路は木下から分岐している。

## 歴史

### 沿革
- 1889年（明治22年）4月1日 - 町村制施行により企救郡石原町村・新道寺村・母原村・井手浦村・木下村・市丸村・小森村・呼野村が合併し東谷村が発足、旧木下村は東谷村大字木下となる。
- 1948年（昭和23年）9月10日 - 東谷村が小倉市へ編入され東谷村は廃止。東谷村大字木下は小倉市大字木下となる。
- 1963年（昭和38年）2月10日 - 小倉市は合併により北九州市となる。小倉市大字木下は北九州市小倉区大字母原となる。
- 1974年（昭和49年）4月1日 - 小倉区分区により大字木下は小倉南区の所属となる。

## 交通

### 鉄道
JR日田彦山線が通過しているが駅はない。最寄駅は石原町駅。

### 道路
- 国道322号：旧道とバイパスが南北に通過している。南は香春町・田川市方面、北は小倉方面へ延びる。国道322号の旧道とバイパスは木下南部の「保育園前」バス停付近にある木下と市丸との境界付近で一度合流し、再び分かれていく。
- 福岡県道28号直方行橋線：国道322号（旧道）「平尾台入口西」交差点から東へ分岐し、平尾台エリアを抜けて行橋市方面へ向かう。この道路は沿線に鍾乳洞などが散在しており、観光道路としての役目も持っている。(菅生の滝まで通行可､直方市方面への通行不可)

### 路線バス
- 平尾台観光タクシー
  - おでかけ交通平尾台線：中谷 - JR石原町駅 - 平尾台入口 - 井手浦口 - 吹上峠 - 自然の郷・観光センター
    - 平尾台アクセスのための交通機関。定期運行便は水曜と土日休日のみ運行されるほか、あらかじめ希望の日時を伝えて利用できるオンデマンド便もある。木下地内では「平尾台入口」から「井手浦口」までの区間を通過していて、このうち「平尾台入口」から「梨本橋」まではフリー乗降区間である[2]。

## 主な施設
- 北九州市立東谷市民センター
- 北九州市立東谷中学校
- 旭ヶ丘保育園
- 平尾台病院